# Flautim
O flautim ou piccolo (pequeno em italiano) é um instrumento musical da família da flauta, soando uma oitava acima da flauta soprano, da qual possui igual digitação. É constituído por um pequeno tubo de cerca de 33 cm de comprimento e um bocal. Este instrumento foi introduzido na orquestra no século XIX, sendo usado na música erudita moderna. Produz o som mais agudo da orquestra.
É um instrumento de execução difícil, já que a dimensão pequena do tubo exigem uma embocadura e um sopro precisos. Além disso, suas chaves se encontram a uma distância extremamente pequena umas das outras.